# الطريق الأوروبي E25
الطريق الأوروبي E25 هو طريق شمال-جنوب أوروبا من هوك في هولندا، إلى باليرمو في إيطاليا.